# Anodyne (відеогра)
Anodyne — це пригодницька відеогра з елементами екшену, розроблена Analgesic Productions. Після майже річного періоду розробки, який припав на останні роки навчання розробників Мелоса Хан-Тані та Маріни Кіттаки в коледжі, гра була випущена 4 лютого 2013 року для Windows PC, Mac OS X та Linux. Версія для Android була випущена як частина Humble Bundle 15 жовтня 2013 року. Версія гри для PlayStation 4 вийшла 9 вересня 2018 року, версія для Xbox One - 21 вересня 2018 року, а версія для Nintendo Switch - 28 лютого 2019 року. Саундтрек до Anodyne також став доступним для придбання під час початкового релізу гри, включаючи всю музику з гри, а також кілька бонусних треків.
Anodyne була створена під значним впливом таких ігор, як The Legend of Zelda: Link’s Awakening та Yume Nikki. Вона пропонує геймплей у жанрі пригодницького екшену, де головний герой використовує мітлу для боротьби з ворогами та розв'язання загадок. У Anodyne гравець бере на себе роль протагоніста на ім'я Янг, досліджуючи сюрреалістичний світ снів.
Відгуки про гру були переважно позитивними, здебільшого хвалячи поєднання геймплею в жанрі пригодницького екшену з захоплюючою, сновидною атмосферою, створеною саундтреком гри та використанням піксельної графіки. Критика зазвичай зосереджувалася на недостатній ясності сюжету, а також на деяких аспектах механіки стрибків. Гра отримала почесну згадку на Студентському фестивалі незалежних ігор 2013 року.
Продовження гри під назвою Anodyne 2: Return to Dust було випущено 12 серпня 2019 року.

## Геймплей
Anodyne полягає у дослідженні світу снів головного героя гри, Янга. Геймплей включає використання двох основних предметів: мітли та черевиків для стрибків. Гра відбувається в суміжних кімнатах розміром з екран, які складають ігрові зони. Гравець досліджує підземелля - набори кімнат із головоломками та ворогами, а також інші території, де менше уваги приділяється бою та головоломкам, як-от червона болотиста місцевість та тьмяно освітлений ліс. Для просування до фінальних секцій гри гравцеві необхідно знайти певну кількість карток.

## Розробка
Anodyne розпочалася як індивідуальний проєкт Мелоса Хан-Тані у березні 2012 року. Через спільного друга у червні 2012 року Хан-Тані познайомився з Маріною Кіттакою, яка віддалено працювала над грою до її випуску у лютому 2013 року. Під час розробки вони разом працювали над темами сюжету та дизайном рівнів. Кіттака написала більшу частину діалогів та створила всю графіку для гри, тоді як Хан-Тані програмував гру та написав її саундтрек.
Невдовзі після випуску, Anodyne з'явилася на головній сторінці The Pirate Bay, що допомогло грі набрати достатньо голосів для прийняття в Steam через систему Greenlight.
4 квітня 2020 року Хан-Тані опублікував вихідний код Anodyne під власною дозвільною ліцензією.

### Музика
Саундтрек до Anodyne був написаний Мелосом Хан-Тані. На момент випуску Anodyne саундтрек став доступним лише для завантаження в онлайн-магазині Bandcamp Хан-Тані. Він містив 40 треків, використаних у грі, а також 14 бонусних треків, що складалися з невикористаних композицій та пісень з трейлерів Anodyne. Загальна тривалість становить 85 хвилин і 32 секунди.
Список треків Anodyne
| #       | Назва                                           | Тривалість |
| ------- | ----------------------------------------------- | ---------- |
| 1.      | «Anodyne»                                       | 0:56       |
| 2.      | «Blank»                                         | 0:30       |
| 3.      | «Nexus»                                         | 1:07       |
| 4.      | «Street»                                        | 0:48       |
| 5.      | «Woods»                                         | 1:22       |
| 6.      | «Temple»                                        | 2:00       |
| 7.      | «Seer»                                          | 0:35       |
| 8.      | «Friend»                                        | 0:51       |
| 9.      | «Fields»                                        | 2:22       |
| 10.     | «Windmill»                                      | 1:53       |
| 11.     | «Forest»                                        | 2:28       |
| 12.     | «Cliff»                                         | 2:12       |
| 13.     | «Beach»                                         | 1:18       |
| 14.     | «Sea»                                           | 1:01       |
| 15.     | «Grotto»                                        | 1:31       |
| 16.     | «Rogue»                                         | 0:42       |
| 17.     | «Cavern»                                        | 2:36       |
| 18.     | «Wall»                                          | 0:25       |
| 19.     | «Suburb»                                        | 1:12       |
| 20.     | «Soft»                                          | 1:54       |
| 21.     | «Space»                                         | 1:51       |
| 22.     | «Cell»                                          | 2:02       |
| 23.     | «Roof»                                          | 2:41       |
| 24.     | «Hotel»                                         | 3:31       |
| 25.     | «Manager»                                       | 0:31       |
| 26.     | «Apartment»                                     | 3:05       |
| 27.     | «Watcher»                                       | 0:32       |
| 28.     | «Circus»                                        | 2:52       |
| 29.     | «Servants»                                      | 0:29       |
| 30.     | «Again»                                         | 0:31       |
| 31.     | «Terminal»                                      | 0:27       |
| 32.     | «Challenge»                                     | 2:49       |
| 33.     | «Crossing»                                      | 2:51       |
| 34.     | «Go»                                            | 3:03       |
| 35.     | «Simmer»                                        | 0:30       |
| 36.     | «Red»                                           | 1:42       |
| 37.     | «Blue»                                          | 2:33       |
| 38.     | «Understanding»                                 | 1:57       |
| 39.     | «Stabilized»                                    | 5:47       |
| 40.     | «Alpha (Sep 2012 Trailer) (bonus)»              | 1:11       |
| 41.     | «Reminiscences (Nov 2012 Video)(bonus)»         | 1:16       |
| 42.     | «Old Temple (Extra) (bonus)»                    | 0:57       |
| 43.     | «Older Temple (Extra) (bonus)»                  | 1:04       |
| 44.     | «Oldest Temple Extra) (bonus)»                  | 0:44       |
| 45.     | «Old Red (Extra) (bonus)»                       | 1:53       |
| 46.     | «Old Terminal (Extra) (bonus)»                  | 0:38       |
| 47.     | «Older Terminal (Extra) (bonus)»                | 1:20       |
| 48.     | «Generic Boss (Extra) (bonus)»                  | 1:19       |
| 49.     | «Old Generic Boss "The Street" (Extra) (bonus)» | 0:45       |
| 50.     | «Gladysesque (Extra) (bonus)»                   | 0:26       |
| 51.     | «Bad Wall (Extra) (bonus)»                      | 0:21       |
| 52.     | «Sound Test (bonus)»                            | 2:46       |
| 53.     | «Sacrificial (Danny B Cover) (bonus)»           | 0:58       |
| 54.     | «Release Trailer song (bonus)»                  | 1:30       |
| 1:25:32 |                                                 |            |

27 серпня 2013 року на сторінці Хан-Тані у Bandcamp був випущений альбом реміксів, що містив аранжування музики з Anodyne від різних композиторів.
Список треків альбому реміксів ANODYNE
 
| #     | Назва                                             | Виконавець          | Тривалість |
| ----- | ------------------------------------------------- | ------------------- | ---------- |
| 1.    | «friend»                                          | bo en               | 2:53       |
| 2.    | «Fabled Eyes»                                     | Lifeformed          | 4:34       |
| 3.    | «The Emerald Sea»                                 | aivi & surasshu     | 4:05       |
| 4.    | «Here We Are Again»                               | Whitaker Trebella   | 3:36       |
| 5.    | «A Manager, a Servant and a Seer Walk into a Bar» | Chris Christodoulou | 3:49       |
| 6.    | «Crossing»                                        | Sam English         | 3:12       |
| 7.    | «Motel»                                           | Dan FitzGerald      | 2:50       |
| 8.    | «Dreamscapes»                                     | Josh Freund         | 5:06       |
| 9.    | «Roof»                                            | Arman Bohn          | 3:34       |
| 10.   | «Blue»                                            | sparsevector        | 3:54       |
| 11.   | «Cliff»                                           | mus.hiba            | 2:13       |
| 12.   | «Anodyne»                                         | mathbonus           | 6:20       |
| 46:06 |                                                   |                     |            |

## Сприйняття
| Агрегатор  | Оцінка                              |
| ---------- | ----------------------------------- |
| Metacritic | PC: 75/100 iOS: 72/100 XONE: 70/100 |

| Видання        | Оцінка |
| -------------- | ------ |
| Edge           | 8.0/10 |
| GameSpot       | 7/10   |
| PC Gamer (США) | 84/100 |
| Polygon        | 8/10   |
| TouchArcade    | [ 11 ] |

Anodyne отримала змішані, але загалом позитивні відгуки. Зазвичай геймплей Anodyne порівнювали з іграми серії Zelda, такими як Link's Awakening та A Link to the Past, хвалячи піксельну графіку та музичний стиль гри. Критики часто відзначали моторошну та сюрреалістичну природу гри. Даніель Ріендо з Polygon зазначила, що стосовно світу Anodyne: "Фантазія та реальність існують поруч, вдало підкреслюючи центральну тему роз'єднаності".

Критика гри часто зосереджувалася на розчаровуючих платформерних секціях, а реакція на сюжет Anodyne була дуже неоднозначною. Щодо історії, Том Сайкс з PC Gamer зазначив: "Сумніваюся, що коли-небудь доберуся до суті її наративних таємниць". Джош Меттінглі з Indie Statik стверджував, що "вона стосується роздумів про стан людства та інших екзистенційних міркувань", тоді як Віто з Destructoid заявив: "стає зрозуміло, що розробники не зацікавлені в належному визначенні свого світу; будь-які теорії, які ви можете придумати щодо прихованого сенсу гри, не отримують реального обґрунтування".